# Zygonemertes wadjemupensis
Zygonemertes wadjemupensis är en djurart som tillhör fylumet slemmaskar, och som beskrevs av Gibson 1999. Zygonemertes wadjemupensis ingår i släktet Zygonemertes och familjen Amphiporidae. Inga underarter finns listade i Catalogue of Life.